# بارك هيو غوو
بارك هيو غوو (بالكورية: 박효주)‏ هي ممثلة كورية جنوبية، ولدت يوم 8 أكتوبر 1982 في بوسان في كوريا الجنوبية.

## روابط خارجية
- بارك هيو غوو على موقع IMDb (الإنجليزية)
- بارك هيو غوو على موقع قاعدة بيانات الفيلم (الإنجليزية)